# Boris Nolde
Pour les articles homonymes, voir Nolde.
Le baron Boris Emmanuelovitch Nolde (en russe : Борис Эммануилович Нольде), né le 27 décembre 1876 (8 janvier 1877 dans le calendrier grégorien) à Saint-Pétersbourg et mort le 28 mai 1948 à Lausanne en Suisse, est un juriste, spécialiste du droit international et un historien d'origine russe.

## Biographie

### Famille et formation
Boris Nolde est le fis du baron Emmanuel Youlevitch Nolde (russe : Эммануил Юльевич Нольде) et de sa première épouse, Marie Vassilievna Ekimov, qui ont aussi eu une fille, Catherine (19 décembre 1879 - vers 1940).
Il fait ses études au lycée n° 1 de Saint-Pétersbourg et  en sort diplômé avec les honneurs en 1894. Il poursuit ensuite ses études à la faculté de Droit de l'université de Saint-Pétersbourg, où il est l'élève de Frédéric Fromhold de Martens (Fiodor Fiodorovitch Martens), célèbre juriste et diplomate spécialisé en droit international public. 
Entre 1899 et 1901, il se consacre à l’obtention du titre de professeur d'université et de la chaire de droit international. En 1905, il obtient un doctorat en droit international, avec pour sujet de thèse : La Neutralité des États : étude juridique.

### Juriste et diplomate de la Russie impériale (1903-1917)
- De 1903 à 1919 : professeur extraordinaire de droit international à l'Université polytechnique de Saint-Pétersbourg.
- De 1905 à 1917 : professeur de droit international aux Cours Bestoujev à Saint-Pétersbourg.
- De 1908 à 1917 : professeur de droit encyclopédique au Lycée impérial Alexandre.
- De 1907 à 1914 : conseiller juridique auprès du Ministère des affaires étrangères.
- De 1914 à 1916 : directeur de la section juridique du Ministère des affaires étrangères.
- De 1916 à 1917 : directeur du second département juridique du Ministère des affaires étrangères.
- Membre de l'Institut de droit international et de la Cour permanente d'arbitrage à La Haye.

Il participe à la Seconde conférence de La Haye en 1907, à la conférence navale de Londres en 1908-1909, aux discussions sur le statut du Svalbard (1910-1912), à la commission financière des Affaires balkaniques à Paris en 1913. 
Boris Nolde était un théoricien du droit international (spécialiste à la fois du droit international général et du droit international privé) et une autorité en matière de droit public russe. 
En matière de droit international, c'était un partisan de l’école positiviste. On retrouve de nombreux articles et travaux de sa main dans des publications telles que Le Droit, le Bulletin du ministère de la Justice, le journal Le Messager de l'Europe, le journal Nouvelles de l’Institut polytechnique de Saint-Pétersbourg, la Revue de droit, le Bulletin du droit civil. 

Selon l'homme politique et juriste Marc Veniaminovich Vichniac : 

« Nolde était un érudit « touché par la grâce divine », comme on dit. C'était un juriste de premier ordre, il possédait un esprit analytique affûté et de très nombreuses connaissances, et surtout un vif intérêt et un « goût » pour les problèmes du droit. Et il écrivait dans un style excellent, simple et concis, plein d'élégance. »

Boris Nolde a aussi été un historien de la diplomatie russe.

### Dans les révolutions (mars 1917-été 1919)
Tenant des idées politiques libérales, il participe aux activités du Parti constitutionnel démocratique (KD, « cadet »). Lors de la Révolution de Février de 1917, il participe à la rédaction de la déclaration de renonciation au trône du grand-duc Michel, pressenti pour succéder à Nicolas II. 
Entre mars et mai 1917, il sert auprès du ministre des Affaires étrangères Pavel Milioukov. Il s'occupe aussi du transfert de l'exercice de l'autorité au gouvernement provisoire, avant la convocation de l'Assemblée constituante. Il est membre du comité juridique du gouvernement provisoire et de la commission spéciale chargée d'élaborer la loi électorale pour l'assemblée constituante. En octobre 1917, il rejoint le Conseil provisoire de la République russe (parlement).
Pendant les négociations du traité de Brest-Litovsk au début de 1918, il propose ses services au gouvernement soviétique.
Au printemps 1918, il rejoint l'organisation antibolchevique du Centre droit, mais est déçu par la coopération avec les pays de la Triple-Entente et se rapproche de l'Allemagne. De ce point de vue, il se retrouve dans un courant minoritaire du Parti des cadets. 
Jusqu'au printemps 1919, il fait toujours partie en principe du département de Droit international de l'université de Petrograd et de l'Académie navale de Saint-Pétersbourg.

### L'émigration et l'exil en France (1919-1948)
À l'été 1919, il émigre en Finlande, où il participe durant l'automne aux négociations avec le gouvernement finlandais, pour le compte du gouvernement antisoviétique d'Alexandre Koltchak. 
Il s'installe en 1920 à Paris, où il fait partie de la délégation du Parti constitutionnel démocratique dans cette ville. 
C'est un des créateurs et organisateurs du Département de russe de la Sorbonne. Il est le doyen de la faculté de droit de l'Institut d'études slaves de Paris et, à partir de 1925, le corédacteur en chef de la revue Droit et économie (russe : Право и хозяйство). Il est aussi directeur général de la Croix-Rouge russe à Paris, président de la Société des juristes et membre du comité du Congrès des avocats russes à l'étranger.
Dans le même temps, Boris Nolde enseigne aux Cours supérieurs militaires à Paris, dans différentes universités en France, en Belgique et aux Pays-Bas, et publie des articles, livres et monographies en russe, en allemand, en français et en anglais. Il est engagé dans des sujets de recherche tant juridiques qu'historiques ; il est en particulier l'auteur d'un livre sur l'écrivain slavophile Iouri Samarine.
Pendant la Seconde Guerre mondiale, il reste en France et affirme ses positions antinazies. Pour ses mérites durant cette période, il reçoit la Légion d'honneur. 
De 1947 jusqu'à sa mort, il est président de l'Institut de droit international.

### Mariages et descendance
Sa première épouse est Alexandra Andreevna, née Iskritskaïa (10 mai 1880 - 1933), sœur de Mikhail Andreievitch Iskritsky (1876-1948). Ils ont eu trois fils :
- Boris (25 septembre 1903, Saint-Pétersbourg - 20 septembre 1987, Paris)
- André (7 novembre 1905 - 22 janvier 1987, Paris), qui épouse en 1934 Irina Pavlovna Andreeva, fille de Salomeïa Andronikova.
- Emmanuel (25 novembre 1909 - ?)

Sa seconde épouse est Olga Alexandrovna Terechtchenko (1896 - ?), fille d'Alexandre Nikolovich Terechtchenko, dont la famille ukrainienne avait fait fortune dans l'industrie sucrière.

## Œuvres

### Livres
- L'Ukraine sous le protectorat russe : Extraits des "Essais sur le droit public russe"  (trad. du russe par Maurice Gehri), Paris, Payot, 1915 (1re éd. 1911) (BNF 31023234).

- Le Règne de Lénine : contribution à l'étude de l'évolution politique et économique de la Russie moderne, Paris, Bossard, 1920, 101 p. (BNF 31023232).

- L'Autocratie russe et la doctrine de la Séparation des pouvoirs dans la 1ère moitié du XIXe siècle, Paris, M. Giard, 1924, 41 p. (BNF 32489622).

- (en) Russia in the economic war, New Haven, Yale University press, coll. « Economic and Social History of the World War / Russian series », 1928, 232 p. (BNF 32489653).

- L'Ancien Régime et la Révolution russe, Paris, Armand Colin, coll. « Section d'histoire et sciences économiques » (no 104) (réimpr. 1935 et 1948) (1re éd. 1928), 216 p. (BNF 31023228).

- L'alliance franco-russe : les origines du système diplomatique d'avant-guerre, Paris, Droz, coll. « Collection historique de l'Institut d'études slaves », 1936, 700 p. (BNF 37399043).

- La formation de l'Empire russe : études, notes et documents, vol. (2 volumes), Paris, Institut d'études slaves, coll. « Collection historique de l'institut d'études slaves », 1952-1953 (BNF 37373064).

- (de) Boris Nolde et Benno Hepner, Bismarcks Petersburger Partner, Berlin, G. Stilke (BNF 32489624).

### Articles
- « Le Code civil de la République des Soviets », Bulletin de la Société de Législation comparée, Paris, A. Cotillon,‎ juillet 1923, p. 231-257 (ISSN 2420-5370, lire en ligne).

- « La Fin de la guerre en Russie au point de vue du droit international », Revue de droit international et de législation comparée, Paris/La Haye, A. Pedone/Belinfante, 3e série, vol. IV,‎ 1923, p. 395-408 (BNF 32489631, lire en ligne).

- « Les Étapes historiques de la codification législative du droit international privé », Revue de droit international privé, Paris, Librairie de la Société du Recueil Sirey, vol. XXII,‎ 1927, p. 361-374 (ISSN 1153-6675, lire en ligne).

- « Réflexions sur le développement politique de la Russie », Le Monde slave, Paris, F. Alcan,‎ février-mars 1927 (BNF 32489650).

- « Les Mesures soviétiques d'expropriation devant les tribunaux étrangers », Revue de droit international, Genève, no 3,‎ 1929, p. 201-213 (BNF 32489643).

- « Les Conflits des lois maritimes en droit américain », Revue de droit maritime comparé, Paris, Librairie générale de droit et de jurisprudence, vol. 22,‎ juillet 1930, p. 36-68 (ISSN 2437-3346, BNF 32489626, lire en ligne).

- « Les desseins politiques de la Russie pendant la Grande Guerre », Le Monde slave, Paris, Librairie F. Alcan, no 1,‎ 1931, p. 53 (BNF 39992457).

- « Le Problème international de l'Union douanière austro-allemande », Revue générale de droit international public : droit des gens, histoire diplomatique, droit pénal, droit fiscal, droit administratif, Paris, A. Pédone, 3e série, t. VI,‎ 1932, p. 261-360 (ISSN 2391-1336, BNF 31023231, lire en ligne).

- « Le Droit soviétique et ses transformations », Revue de l'Université de Bruxelles, Bruxelles, Imprimerie médicale et scientifique,‎ octobre-novembre 1933 (ISSN 0378-4606, BNF 32489629).

- « Problèmes modernes du régime de la nation la plus favorisée », Revue de droit international et de législation comparée, Paris/La Haye, A. Pedone/Belinfante, 3e série, t. XIV,‎ 1933, p. 185-215 (BNF 32489649, lire en ligne).

- « L'œuvre historique de P. N. Miljukov », Revue des études slaves, t. XXI,‎ 1944, p. 145-164 (lire en ligne).